# Комрат
Комрат (гаг. Komrat, рум. Comrat, рус. Комрат) је највећи и главни град аутономног региона Гагаузија у Републици Молдавији. Према подацима из 2016. године у граду је живело 26.200 становника, а површина града је 16,4 km².

## Име
Порекло имена града долази из турског и ногајског језика.

## Историја
Комрат је први пут насељен 1443, основан је 1789. а статус града добио је  1957. године.
У време када је град био у саставу Молдавске ССР индустрија је била заснована на производњи маслаца, вина, тепиха и писама са молдавским мотивима.
У Комрату је 2002. основан универзитет.

## Географија
Град је смештен на југу Молдавије у аутономном региону Гагаузија. Комрат је уједно његов административни центар, највећи и главни град. Кроз град протиче река Јалпуг.
Град је од главног града Кишињева удаљен 92 km, од Одесе 230 km, од Букурешта 550 km и приближно 1600 km од Москве. Налази се на 64 метара надморске висине.

## Демографија

### Становништво
| Година          | 1877  | 1970   | 1989   | 1991   | 1996   | 2004   | 2006   | 2008   | 2010   | 2012   | 2014   | 2016   |
| Број становника | 4.935 | 22.000 | 25.800 | 27.500 | 27.400 | 23.429 | 22.369 | 25.000 | 25.000 | 25.600 | 26.000 | 26.200 |

### Етничка структура
- 70 % — Гагаузи,
- 10 % — Молдавци,
- 10 % — Руси,
- 5 % — Бугари,
- 5 % — други

Напомена: У граду углавном живи етничка група Гагаузи који причају локалним гагаушким језиком.

## Клима
У Комрату влада умереноконтинентална клима која карактерише топла (и влажна) лета и хладне (снежне) зима. Зимске температуре се крећу око 0 °C. Просечна летња температура је 25 °C. Падавине су релативно мале.

## Галерија
- Зграда владе Гагаузије
- Централни градски трг
- Градски парк
- Дом културе
- Хотел "Алтин Палас"
- Шопинг центар "Комрат Сити"